# Pala (Californie)
Pour les articles homonymes, voir Pala.
Pala est une census-designated place du comté de San Diego, dans l'État de Californie, aux États-Unis. En 2020, elle compte une population de 1 490 habitants.